# Natação nos Jogos Olímpicos de Verão da Juventude de 2010 - 200 m livre feminino
As provas dos 200 metros livre feminino da natação nos Jogos Olímpicos de Verão da Juventude de 2010 foram realizadas no dia 18 de agosto, na Escola dos Desportos, em Cingapura. 42 nadadoras estavam inscritas neste evento.

## Medalhistas
| Ouro   | CHN Tang Yi        |
| Prata  | HUN Boglárka Kapás |
| Bronze | AUS Emma McKeon    |

## Eliminatórias

### Eliminatória 1
| Pos. | Raia | Nome                      | País          | Tempo   | Notas |
| ---- | ---- | ------------------------- | ------------- | ------- | ----- |
| 1    | 5    | Zeineb Khalfallah         | TUN Tunísia   | 2:05.56 |       |
| 2    | 3    | Adeline Mei-Li Tin Hon Ko | MRI Maurício  | 2:21.73 |       |
| 3    | 4    | Fabiola Espinoza          | NCA Nicarágua | 2:24.21 |       |

### Eliminatória 2
| Pos. | Raia | Nome                    | País                  | Tempo   | Notas |
| ---- | ---- | ----------------------- | --------------------- | ------- | ----- |
| 1    | 6    | Andrea Cedrón           | PER Peru              | 2:09.59 |       |
| 2    | 4    | Shannon Austin          | SEY Seicheles         | 2:10.54 |       |
| 3    | 2    | Maria López Nery Huerta | PAR Paraguai          | 2:11.60 |       |
| 4    | 5    | Kimberlee John-Williams | TRI Trinidad e Tobago | 2:11.92 |       |
| 5    | 3    | Adeline Shu Jian Winata | SIN Singapura         | 2:12.69 |       |
| 6    | 7    | Saskia Postma           | ARU Aruba             | 2:13.64 |       |
| 7    | 1    | Tieri Erasito           | FIJ Fiji              | 2:21.80 |       |

### Eliminatória 3
| Pos. | Raia | Nome                     | País                   | Tempo   | Notas |
| ---- | ---- | ------------------------ | ---------------------- | ------- | ----- |
| 1    | 8    | Julia Hassler            | LIE Liechtenstein      | 2:06.11 |       |
| 2    | 4    | Ekaterina Andreeva       | RUS Rússia             | 2:06.37 |       |
| 3    | 1    | Jūratė Ščerbinskaitė     | LTU Lituânia           | 2:07.97 |       |
| 4    | 5    | Aksana Dziamidava        | BLR Bielorrússia       | 2:07.98 |       |
| 5    | 7    | Kaori Miyahara           | PER Peru               | 2:09.15 |       |
| 6    | 3    | Simona Marinova          | MKD Macedônia do Norte | 2:09.55 |       |
| 7    | 6    | Karen Sif Viljálmsdóttir | ISL Islândia           | 2:01.61 |       |
| 8    | 2    | Wei Li Lai               | MAS Malásia            | 2:09.66 |       |

### Eliminatória 4
| Pos. | Raia | Nome                | País              | Tempo   | Notas      |
| ---- | ---- | ------------------- | ----------------- | ------- | ---------- |
| 1    | 4    | Eleanor Faulkner    | GBR Grã-Bretanha  | 2:04.44 |            |
| 2    | 8    | Lotta Nevalainen    | SUI Suíça         | 2:04.59 |            |
| 3    | 6    | Xiang Qi Amanda Lim | SIN Singapura     | 2:04.68 |            |
| 4    | 5    | Ágnes Bucz          | HUN Hungria       | 2:05.90 |            |
| 5    | 1    | Lauren Earp         | CAN Canadá        | 2:06.10 |            |
| 6    | 3    | Juanita Barreto     | COL Colômbia      | 2:10.35 |            |
| 7    | 2    | Kyla Ferreira       | RSA África do Sul | 2:11.21 |            |
|      | 7    | Sarah Wegria        | BEL Bélgica       |         | Não largou |

### Eliminatória 5
| Pos. | Raia | Nome                 | País               | Tempo   | Notas |
| ---- | ---- | -------------------- | ------------------ | ------- | ----- |
| 1    | 3    | Kiera Janzen         | USA Estados Unidos | 2:02.09 | Q     |
| 2    | 6    | Jordan Mattern       | USA Estados Unidos | 2:02.91 | Q     |
| 3    | 7    | Danielle Villars     | SUI Suíça          | 2:03.56 | Q     |
| 4    | 4    | Emma McKeon          | AUS Austrália      | 2:03.78 | Q     |
| 5    | 4    | Chloe Francis        | NZL Nova Zelândia  | 2:03.92 | Q     |
| 6    | 1    | Jasmine Alkhaldi     | PHI Filipinas      | 2:07.37 |       |
| 7    | 2    | Katarína Listopadová | SVK Eslováquia     | 2:07.63 |       |
| 8    | 8    | Trần Tâm Nguyện      | VIE Vietnã         | 2:07.93 |       |

### Eliminatória 6
| Pos. | Raia | Nome               | País         | Tempo   | Notas |
| ---- | ---- | ------------------ | ------------ | ------- | ----- |
| 1    | 4    | Tang Yi            | CHN China    | 2:02.48 | Q     |
| 2    | 5    | Boglárka Kapás     | HUN Hungria  | 2:02.84 | Q     |
| 3    | 3    | Juliane Reinhold   | GER Alemanha | 2:04.09 | Q     |
| 4    | 6    | Claudia Dasca      | ESP Espanha  | 2:04.54 |       |
| 5    | 7    | Gizem Bozkurt      | TUR Turquia  | 2:04.55 |       |
| 6    | 2    | Natalia Pawlaczek  | POL Polônia  | 2:05.76 |       |
| 7    | 8    | Katarina Simonović | SRB Sérvia   | 2:06.13 |       |
| 8    | 1    | Shahd Mostafa      | EGY Egito    | 2:07.33 |       |

## Final
| Pos.              | Raia | Nome             | País               | Tempo   | Notas |
| ----------------- | ---- | ---------------- | ------------------ | ------- | ----- |
| Medalha de ouro   | 5    | Tang Yi          | CHN China          | 1:58.78 |       |
| Medalha de prata  | 3    | Boglárka Kapás   | HUN Hungria        | 2:00.99 |       |
| Medalha de bronze | 7    | Emma McKeon      | AUS Austrália      | 2:01.18 |       |
| 4                 | 4    | Kiera Janzen     | USA Estados Unidos | 2:02.01 |       |
| 5                 | 8    | Juliane Reinhold | GER Alemanha       | 2:02.83 |       |
| 6                 | 1    | Chloe Francis    | NZL Nova Zelândia  | 2:03.18 |       |
| 7                 | 6    | Jordan Mettern   | USA Estados Unidos | 2:03.28 |       |
| 8                 | 2    | Danielle Villars | SUI Suíça          | 2:04.89 |       |